# Atletisme als Jocs Olímpics d'Estiu de 1928
Als Jocs Olímpics de 1928, celebrats a la ciutat d'Amsterdam (Països Baixos), es disputaren 27 proves d'atletisme, cinc d'elles en categoria femenina, sent la primera vegada que les dones podien participar en aquesta competició.

## Nacions participants
706 atletes de 40 paccions hi van prendre part. Lituània i Romania competien en atletisme per primera vegada. Bulgària, Egipte, Malta, Panamà, Rhodèsia, i Uruguai foren les úniques sis nacions que no van competir en atletisme.
| - Alemanya (62) - Argentina (7) - Austràlia (7) - Àustria (4) - Bèlgica (31) - Canadà (32) - Cuba (1) - Dinamarca (10) - Espanya (10) - Estats Units (98) - Estònia (4) - Filipines (2) - Finlàndia (35) - França (50) |  | - Grècia - Haití (2) - Hongria (26) - Índia (7) - Irlanda (10) - Itàlia - Iugoslàvia (4) - Japó (16) - Letònia (6) - Lituània (5) - Luxemburg (4) - Mèxic (11) - Mònaco (1) - Noruega (13) |  | - Nova Zelanda (3) - Països Baixos (50) - Polònia (15) - Portugal (3) - Regne Unit (55) - Romania (13) - Sud-àfrica (9) - Suècia (29) - Suïssa (9) - Turquia (6) - Txecoslovàquia (11) - Xile (8) |

## Rècords del món
Durant els Jocs Olímpics d'Estiu de 1928 es van establir nou nous rècords del món en les proves atlètiques. Així mateix es va millorar el rècord olímpic en 16 de les 27 proves.

### Rècords del món masculins
| Prova                  | Data         | Sèrie     | Non                                                         | Nacionalitat | Resultat    |
| ---------------------- | ------------ | --------- | ----------------------------------------------------------- | ------------ | ----------- |
| 110 metres tanques     | 31 de juliol | Semifinal | George Weightman-Smith                                      | Sud-àfrica   | 14.6"       |
| 3.000 metres obstacles | 4 d'agost    | Final     | Toivo Loukola                                               | Finlàndia    | 9' 21.8"    |
| 4x400 metres relleus   | 5 d'agost    | Final     | George Baird Frederick Alderman Emerson Spencer Ray Barbuti | Estats Units | 3' 14.2"    |
| Llançament de pes      | 29 de juliol | Final     | John Kuck                                                   | Estats Units | 15.87 m.    |
| Decatló                | 5 d'agost    | Final     | Paavo Yrjölä                                                | Finlàndia    | 8.053,29 p. |

### Rècords del món femenins
| Prova                | Data         | Sèrie | Non                                                | Nacionalitat | Resultat |
| -------------------- | ------------ | ----- | -------------------------------------------------- | ------------ | -------- |
| 800 metres           | 2 d'agost    | Final | Lina Radke                                         | Alemanya     | 2' 16.8" |
| 4x100 metres relleus | 5 d'agost    | Final | Myrtle Cook Ethel Smith Bobbie Rosenfeld Jane Bell | Canadà       | 48.4"    |
| Salt d'alçada        | 5 d'agost    | Final | Ethel Catherwood                                   | Canadà       | 1,595 m. |
| Llançament de disc   | 31 de juliol | Final | Halina Konopacka                                   | Polònia      | 39,62 m. |

## Resum de medalles

### Categoria masculina
| Prova                          | Or                                                                            | Argent                                                                 | Bronze                                                              |
| 100 m detalls                  | Percy Williams                                                                | Jack London                                                            | Georg Lammers                                                       |
| 200 m detalls                  | Percy Williams                                                                | Walter Rangeley                                                        | Helmut Körnig                                                       |
| 400 m detalls                  | Ray Barbuti                                                                   | James Ball                                                             | Joachim Büchner                                                     |
| 800 m detalls                  | Douglas Lowe                                                                  | Erik Byléhn                                                            | Hermann Engelhard                                                   |
| 1.500 m detalls                | Harri Larva                                                                   | Jules Ladoumegue                                                       | Eino Purje                                                          |
| 5.000 m detalls                | Ville Ritola                                                                  | Paavo Nurmi                                                            | Edvin Wide                                                          |
| 10.000 m detalls               | Paavo Nurmi                                                                   | Ville Ritola                                                           | Edvin Wide                                                          |
| 110 m tanques detalls          | Sydney Atkinson                                                               | Steve Anderson                                                         | John Collier                                                        |
| 400 m tanques detalls          | David Burghley                                                                | Frank Cuhel                                                            | Morgan Taylor                                                       |
| 3.000 m obstacles detalls      | Toivo Loukola                                                                 | Paavo Nurmi                                                            | Ove Andersen                                                        |
| 4x100 m relleus detalls        | Estats UnitsFrank Wykoff · James Quinn · Charles Borah · Henry Russell        | AlemanyaGeorg Lammers · Richard Corts · Hubert Houben · Helmut Körnig  | Regne UnitCyril Gill · Teddy Smouha · Walter Rangeley · Jack London |
| 4x400 m relleus detalls        | Estats UnitsGeorge Baird · Frederick Alderman · Emerson Spencer · Ray Barbuti | AlemanyaOtto Neumann · Harry Storz · Richard Krebs · Hermann Engelhard | CanadàJames Ball · Stanley Glover · Phil Edwards · Alex Wilson      |
| Decatló detalls                | Paavo Yrjölä                                                                  | Akilles Järvinen                                                       | Ken Doherty                                                         |
| Marató detalls                 | Boughera El Ouafi                                                             | Manuel Plaza                                                           | Martti Marttelin                                                    |
| Salt de llargada detalls       | Edward Hamm                                                                   | Silvio Cator                                                           | Alfred Bates                                                        |
| Triple salt detalls            | Mikio Oda                                                                     | Levi Casey                                                             | Vilho Tuulos                                                        |
| Salt d'alçada detalls          | Robert Wade King                                                              | Benjamin Hedges                                                        | Claude Ménard                                                       |
| Salt de perxa detalls          | Sabin Carr                                                                    | William Droegemuller                                                   | Charles McGinnis                                                    |
| Llançament de pes detalls      | John Kuck                                                                     | Herman Brix                                                            | Emil Hirschfeld                                                     |
| Llançament de disc detalls     | Clarence Houser                                                               | Antero Kivi                                                            | James Corson                                                        |
| Llançament de martell detalls  | Pat O'Callaghan                                                               | Ossian Skiöld                                                          | Edmund Black                                                        |
| Llançament de javelina detalls | Erik Lundqvist                                                                | Bela Szepes                                                            | Olav Sunde                                                          |

### Categoria femenina
| Prova                      | Or                                                             | Argent                                                                      | Bronze                                                                |
| 100 m detalls              | Betty Robinson                                                 | Bobbie Rosenfeld                                                            | Ethel Smith                                                           |
| 800 m detalls              | Lina Radke                                                     | Kinue Hitomi                                                                | Inga Gentzel                                                          |
| 4x100 m relleus detalls    | CanadàMyrtle Cook · Ethel Smith · Bobbie Rosenfeld · Jane Bell | Estats UnitsJessica Cross · Loretta McNeil · Betty Robinson · Mary Washburn | AlemanyaAnni Holdmann · Helene Junker · Rosa Kellner · Helene Schmidt |
| Salt d'alçada detalls      | Ethel Catherwood                                               | Lien Gisolf                                                                 | Mildred Wiley                                                         |
| Llançament de disc detalls | Halina Konopacka                                               | Lillian Copeland                                                            | Ruth Svedberg                                                         |

## Medaller
| Posició | País          | Or | Argent | Bronze | Total |
| 1       | Estats Units  | 9  | 8      | 8      | 25    |
| 2       | Finlàndia     | 5  | 5      | 4      | 14    |
| 3       | Canadà        | 4  | 2      | 2      | 8     |
| 4       | Regne Unit    | 2  | 2      | 1      | 5     |
| 5       | Alemanya      | 1  | 2      | 6      | 9     |
| 6       | Suècia        | 1  | 2      | 4      | 7     |
| 7       | França        | 1  | 1      | 1      | 3     |
| 8       | Japó          | 1  | 1      | 0      | 2     |
| 9       | Irlanda       | 1  | 0      | 0      | 1     |
| 9       | Polònia       | 1  | 0      | 0      | 1     |
| 9       | Sud-àfrica    | 1  | 0      | 0      | 1     |
| 12      | Xile          | 0  | 1      | 0      | 1     |
| 12      | Haití         | 0  | 1      | 0      | 1     |
| 12      | Hongria       | 0  | 1      | 0      | 1     |
| 12      | Països Baixos | 0  | 1      | 0      | 1     |
| 16      | Noruega       | 0  | 0      | 1      | 1     |